# Trichocoryne
Trichocoryne es un género monotípico de planta herbácea erecta de la familia de las asteráceas. Su única especie: Trichocoryne connata, es originaria de México en Durango a una altitud de  1000 metros.

## Taxonomía
Trichocoryne connata fue descrita por Sidney Fay Blake y publicado en Contributions from the United States National Herbarium 22(8): 649, pl. 62. 1924.